# Toki

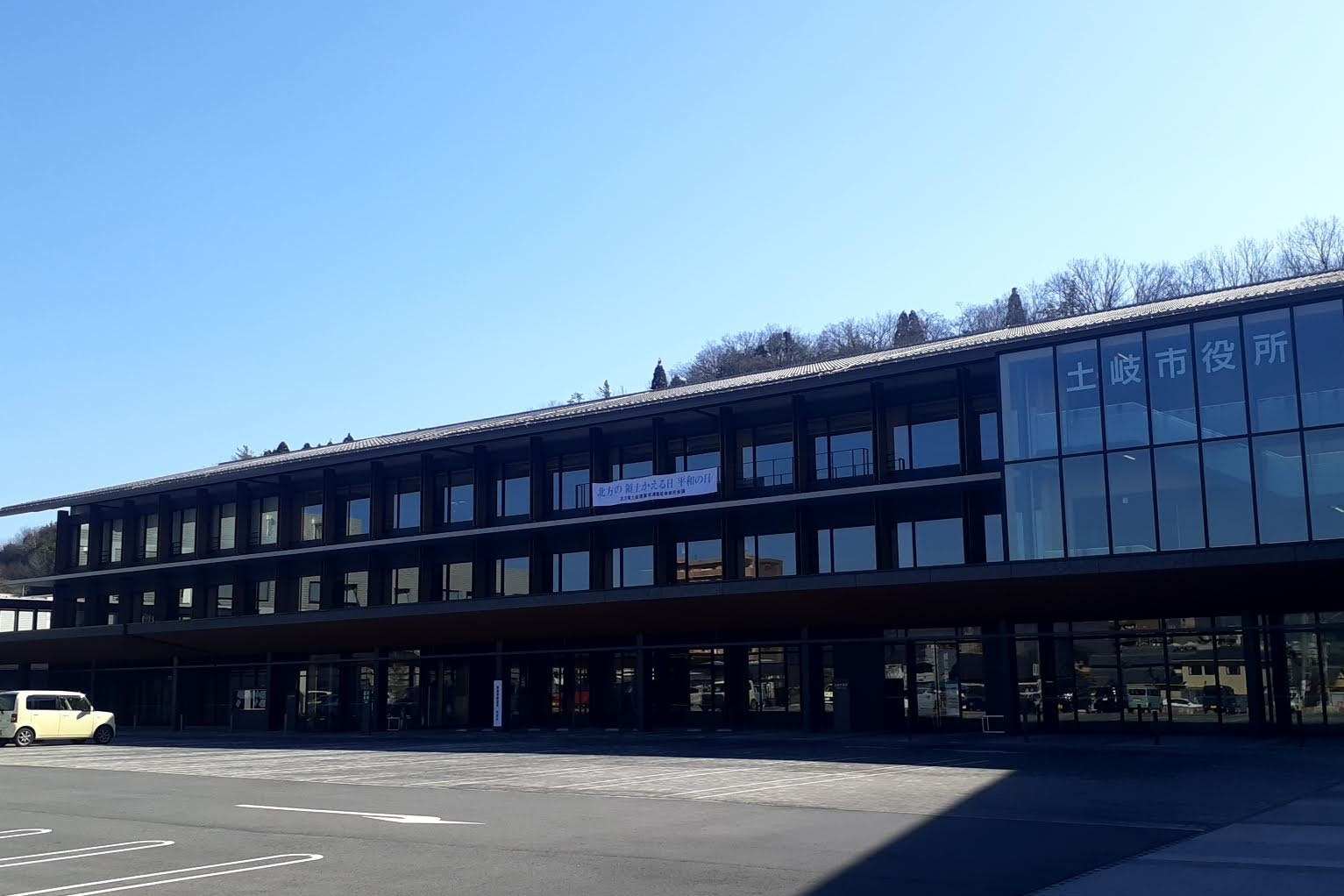
Gemeentehuis van Toki

Toki (Japans: 土岐市 Toki-shi) is een stad in de prefectuur Gifu, te Japan. De stad ligt op het eiland Honshū ten zuidwesten van de hoofdstad van de prefectuur, Gifu. De Toki-rivier stroomt door het centrum van de stad. Eind 2008 had de stad ruim 61.000 inwoners en een bevolkingsdichtheid van 526 inw./km². De oppervlakte van de stad bedraagt 116,01 km².

## Geschiedenis
Toki staat bekend als een van de grootste producenten van Japans aardewerk. Na het ontstaan van de massaproductie in de Meiji-periode (1868-1912) verspreidden deze producten zich over heel Japan.
Op 1 februari 1955 ontstond de stad (shi) Toki uit de fusie van vijf gemeenten, Dachi (駄知町, Daichi-chō), Izumi (泉町, Izumi-chō), Oroshi (下石町, Oroshi-chō), Tokitsu (土岐津町, Tokitsu-chō), Tsumagi (妻木町, Tsumagi-chō), en drie dorpen: Hida (肥田村, Hida-mura), Sogi (曽木村, Sogi-mura), Tsurusato (鶴里村, Tsurusato-mura).

## Economie
Naast de pottenbakkerij met een lang verleden heeft Toki de hightechindustrie binnen de stadsgrenzen gehaald met het “Toki Plasma Research Park”.

## Bezienswaardigheden
- Het belang van de aardewerkproductie blijkt wel uit het feit dat er zowel begin mei als eind oktober een keramiekfestival in de stad wordt gehouden en er diverse musea zijn voor verschillende soorten aardewerk. Men zou in Toki reeds 1300 jaar geleden met pottenbakken gestart zijn. Door de eeuwen heen bewonderden belangrijke Japanse figuren als Daimyos dit aardewerk.
- Tochiwoud, een natuurgebied in de heuvels van Toki
- Chigoiwa, een enorme kei van 18 bij 18 m in een bergbeek
- De ruïnes van de burcht Tsumagi
- Chuma Kaido, een oude weg uit de Edoperiode
- Otozuka en Danjirimaki grafheuvels uit de 7e eeuw
- Kakima en Yamagami onsen

## Verkeer
Toki ligt aan de Chūō-hoofdlijn van de Central Japan Railway Company.
Toki ligt aan de Chūō-autosnelweg, aan de Tōkai-Kanjō-autosnelweg en aan de autowegen 19, 21 en 363.

## Stedenband
Toki heeft een stedenband met
- Faenza, Italië, sinds 23 oktober 1979

## Aangrenzende steden
- Toyota
- Seto
- Mizunami
- Ena
- Tajimi
- Kani

## Geboren in Toki
- Kunie Tanaka (田中邦衛, Tanaka Kunie), acteur
- Shinya Hashimoto (橋本真也 , Hashimoto Shinya), worstelaar